# Silene maeotica
Silene maeotica är en nejlikväxtart som först beskrevs av Michail Klokov, och fick sitt nu gällande namn av S.K. Cherepanov. Silene maeotica ingår i släktet glimmar, och familjen nejlikväxter. Inga underarter finns listade i Catalogue of Life.